# 滝ありさ
滝 ありさ（たき ありさ、1987年3月11日 - ）は、日本の元グラビアアイドル。本名は、滝 亜梨紗（たき ありさ）。
愛知県出身。所属事務所はサンズエンタテインメント→グリーンアンドウォーター。

## 人物・来歴
趣味は犬の世話。
芸能人女子フットサルチーム「carezza」のメンバー、背番号は「16」。また、「復活!ミニスカポリス」のメンバーでもあった。グラビア活動と併せてテレビドラマ 、オリジナルビデオ、バラエティ番組に幅広く出演し、舞台でも活躍していた。
2012年をもって芸能界を引退。自身のブログで公表している。

## 書籍

### 写真集
- ありんこ（2005年5月、彩文館出版、撮影：斉木弘吉）ISBN 978-4775600771
- Hold Me（2008年3月8日、音楽専科社、撮影：山岸伸）ISBN 978-4872792164

## 作品

### DVD
1. 星に願うなら。（2005年3月25日発売、60分、製作 / 販売アルゴノーツ）
2. Ala! Arisa（2005年6月24日発売、60分、販売マーレ）
3. こゆのも☆ありさ（2005年9月22日発売、60分、販売ジェネオン）
4. DIGITAL MOVIE MUSEUM（2005年11月25日発売、45分、販売ジェネオン）
5. サリアキタ（2005年12月22日発売、60分、販売ジェネオン）
6. 揺れる19歳（2006年7月22日発売、製作エアーコントロール / 販売ジーオーティー）
7. 夢・挑戦〜どっちもありさ〜（2007年2月23日発売、62分＋特典映像9分、販売リバプール）
8. タキゴコロ（2008年1月24日発売、販売ティーエムシー）
9. 決心（2008年7月24日発売、販売ビーエムドットスリー）
10. SUPE（2008年10月29日発売、販売DIFFER）
11. 復活！ミニスカポリス（2009年7月24日発売、販売video maker）
12. 復活！ミニスカポリス2（2009年11月20日発売、販売video maker）
13. 復活！ミニスカポリス パトロール1/白チーム（2010年5月26日発売、販売テイチクエンタテインメント）
14. 復活！ミニスカポリス パトロール1/黒チーム（2010年5月26日発売、販売テイチクエンタテインメント）
15. ひとひら（2010年12月17日発売、販売竹書房）
16. greenレーベル「八年愛」（2013年5月24日、竹書房）

### CD
- なんでもありさ（2007年12月12日発売）※GASHIMAとのコラボレート

## 出演

### テレビドラマ
- 花より男子（2005年、TBS）
- どんまい!（2005年、NHK総合） - 百合の友人（第5話ゲスト）
- 弁護士のくず（2006年、TBS）
- 語源刑事（2007年、テレビ東京）
- 花ざかりの君たちへ〜イケメン♂パラダイス〜スペシャル（2008年10月、フジテレビ）
- 主水之助七番勝負〜徳川風雲録外伝〜 最終話（2008年12月8日、テレビ東京） - 歌奴 役
- テレビ朝日・年末時代劇スペシャル「忠臣蔵 音無しの剣」（2008年12月14日、テレビ朝日） - お吉 役
- ドラマ8「Q.E.D. 証明終了」（2009年1月、NHK総合）
- 屋台弁護士III〜燃える屋台!村雨父子絶体絶命!〜（2009年9月、フジテレビ） - 桜井美加 役

### 情報番組
- 情報ライブ ミヤネ屋（2006年8月、読売テレビ）
- wednesday J-POP（リポーター）（2006年9月 - 番組終了、NHK総合）
- ラジかるッ（2007年3月、7月、8月、日本テレビ）

### バラエティ
- 海筋肉王 〜バイキング〜（2005年3月22日、フジテレビ）
- プロモ*プリンセス（2005年4月 - 2006年3月、スポーツ・アイESPN（現：J sports ESPN））
- めちゃ×2イケてるッ!（フジテレビ）
- ランク王国（TBS）
- アイドル芸能社（2005年4月 - 2006年1月、BS-i）
- 抱きしめたいっ!（2005年7月 - 9月、日本テレビ）
- 細木数子の緊急大預言4（2006年8月、テレビ朝日）
- ぷっちぬき（2006年8月、テレビ東京）
- アドレナガレッジ（2006年8月、テレビ朝日）
- 明石家さんちゃんねる（2007年4月、TBS）
- 笑いの金メダル（2007年5月、テレビ朝日）
- エンタの神様（アンジャッシュのコント）（2007年7月、8月、日本テレビ）
- 浜ちゃんと!（2007年9月、日本テレビ）
- 神さまぁ〜ず（2008年7月16日、TBS）
- 『ぷっ』すま（2008年10月、テレビ朝日）「彼女が水着に着替えたら」コーナー出演
- 志村屋です。（2008年10月8日、フジテレビ）「志村診察室」コーナー出演
- 全力坂（2009年2月10日、2月19日、テレビ朝日）
- ダブルシックスハンター（2009年4月 - 12月 テレビ愛知）
- 復活!ミニスカポリス（2009年8月 - 11月 テレビ埼玉）
- 不可思議探偵団（2010年7月、日本テレビ）

### ラジオ
- あっ!とおどろく放送局『モバチャン6〜天下取ります〜』（2007年3月 - 6月）
- サンズRainbow Kiss（Kiss-FM KOBE）
- SCHOOL NINE（JFN系、2009年4月 - 6月 ）
- 復活！ミニスカポリスRadio（全国コミュニティーFM52局、2011年1月 - 3月）

### CM・広告
- GIPAS広告用広告（2005年11月 - 2006年10月）
- 早慶外語ゼミ（2006年2月 - 終了）
- 機動戦士ガンダム0083カードビルダー イメージキャラクター（2007年8月 - 終了）
- Approach結婚情報サイト（2008年7月 - 終了）
- 日産センチュリー証券WEBサイト イメージキャラクター（2009年6月 - 2010年2月）

### 舞台
- ピヴォ☆ガール（2006年1月2日・3日・9日、池袋サンシャイン劇場） - アンドレ 役
- くちづけ（2007年11月15日 - 11月18日、大塚萬劇場） - 刹那 役
- 7@dash II" 〜業務連絡！ 主演女優が居なくなりました〜（2009年4月1日 - 4月5日、中野ザ・ポケット） - 西園寺早苗 役
- エグジスタンス〜episode 0〜（2009年12月5日 - 12月7日、六行会ホール） - 早川智 役
- ある物語（2010年6月16日 - 6月20日、下北沢東演パラータ） - 主演・ミミ 役
- 夏唄日記（2010年7月28日-8月1日、東京公演 全労済ホールスペース・ゼロ、2010年8月14日・15日、広島公演 広島市南区民文化センター大ホール） - 川松涼子 役
- ブラッドプリズナー（2010年8月31日-9月5日、恵比寿エコー劇場） - 月嶋圭 役
- EVE〜歴史の傍観者〜2012（2010年12月22日 - 12月26日、中野ザ・ポケット） - 赤石家ベニコ 役
- 彩才女組 Vol.3「橙色のあかり、碧いひかり」（2011年10月7日 - 10月10日、スタジオモモンガ） - 街田璃衣子 役
- 彩才女組 Vol.5「港崎遊廓」（2012年2月9日 - 2月12日、シアターブラッツ） - 主演・紅朱 役

### オリジナルビデオ
- 工業哀歌バレーボーイズ（2006年8月1日発売）
- 電脳戦士アキバリオン（2008年9月26日発売、ZENピクチャーズ）
- バーニングアクション スーパーヒロイン列伝 お仕置きLADY 刹那（2009年4月24日発売、ZENピクチャーズ）
- グラドルアクションバトル バーンアウト〜特殊要人警護チーム〜（2009年8月14日発売、ZENピクチャーズ）
- 東京爆裂戦争 サイボーグ女子高生対美少女サイボーグアスリート軍団 上巻（2009年12月11日発売、ZENピクチャーズ）
- 東京爆裂戦争 サイボーグ女子高生対美少女サイボーグアスリート軍団 下巻（2010年1月8日発売、ZENピクチャーズ）
- バーンアウトW 前編（2010年3月26日発売、ZENピクチャーズ）
- バーンアウトW 後編（2010年4月9日発売、ZENピクチャーズ）
- 無敵戦隊パーフェクトレンジャー（2010年5月14日発売、ZENピクチャーズ）
- リーサルエンジェル 卑劣！ゴキブリウィルザー登場！（2010年12月24日発売、ZENピクチャーズ）
- リーサルエンジェル 邪悪！マウスウィルザーの策略！（2011年1月14日発売、ZENピクチャーズ）
- 武捜戦隊サイレンジャー 前編（2011年4月8日発売、ZENピクチャーズ）
- 武捜戦隊サイレンジャー 後編（2011年4月22日発売、ZENピクチャーズ）
- エンジェル大戦 セーラリオン（2011年8月26日発売、ZENピクチャーズ）
- コスモ闘神伝ギンガイガー（2011年9月23日発売、ZENピクチャーズ）
- コスモ闘神伝ギンガイガー ダークコマンター編 EPISODE:01（2011年10月28日発売、ZENピクチャーズ）
- コスモ闘神伝ギンガイガー ダークコマンター編 EPISODE:02（2011年11月11日発売、ZENピクチャーズ）

### インターネット
- sabra☆GyaO（2006年11月2日より毎週木曜日更新）
- ドーガ堂
- 天下取ります（あっ!とおどろく放送局）
- 復活!ミニスカポリス（ニコニコ動画 アイパイ★ちゃんねる）
- 復活!ミニスカポリスあっ!とおどろく緊急出動!（あっ!とおどろく放送局）
- ニコジョッキー 復活! ミニスカポリスのニコジョッキー
- 復活！ミニスカポリスのニコニコパトロール（2011年7月27日開始 隔週、ニコジョッキー）
- JINのちょこっとミスロン中毒「ミニスカポリスがWelcomeVENUS!」（2012年、HOST-TV.com）
- 復活!ミニスカポリス～歌舞伎町パトロール24時～（2012年7月30日開始、HOST-TV.COM）

### 携帯サイト
- アイドルがイッパイ（アイパイ）